# Mokrije, Škocjan v Podjuni
Mokrije (nemško Mökriach) je naselje v Občini Škocjan v Podjuni v Okraju Velikovec na Koroškem v Avstriji.